# Sugar Ray (альбом)
Sugar Ray — четвёртый альбом одноимённой группы, который был выпущен 12 июня 2001 года. Он содержит хит-сингл «When It's Over». Альбом достиг 6 строчки в чарте Billboard 200 и получил статус золотого от RIAA.

## Список композиций
Все песни написаны Sugar Ray.
1. «Answer the Phone» — 4:00
2. «When It's Over» — 3:38
3. «Under the Sun» — 3:21
4. «Satellites» — 3:46
5. «Waiting» — 3:31
6. «Ours» — 3:23
7. «Sorry Now» — 3:17
8. «Stay On» (featuring Nick Hexum) — 4:31
9. «Words to Me» — 4:00
10. «Just a Little» — 3:27
11. «Disasterpiece» — 2:58

## Синглы
1. «When It’s Over» (17 июля 2001) — U.S.: #13 UK: #32
2. «Answer the Phone» — (2 апреля 2002) U.S.# 40
3. «Ours» — (не попала чарт)
4. «Under the Sun» — (не попала чарт)

## Интересные факты
- Песня «Disasterpeice» присутствовала на Osmosis Jones Sampler CD.
- Песня «Words to Me» присутствовала в фильме Скуби-Ду, в котором группа исполнила её вживую.
- Песня «Sorry Now» играет в начале фильма Очень страшное кино 2.